# Edwin Loebenstein
Edwin Loebenstein (* 10. Mai 1911 in Wien; † 27. August 1998 ebenda) war ein österreichischer Jurist und Präsident des Verwaltungsgerichtshofes.

## Leben
Loebenstein studierte Recht an der Universität Wien, seiner Geburtsstadt und begann 1934 bei der Finanzprokuratur seinen beruflichen Werdegang. 1936 wurde er ins Finanzministerium und 1937 in die Abteilung für Verfassungsangelegenheiten des Kanzleramtes berufen. 1941 entfernte ihn das Naziregime aus dem Staatsdienst. 1945 übernahm er die Leitung des Verfassungsdienstes im Kanzleramt der Zweiten Republik. Unter seiner Leitung bekam der Verfassungsdienst eine Schlüsselfunktion zwischen Ministerialverwaltung und Gesetzgebung. Am 11. April 1973 wurde er bis zu seiner Pensionierung im Jahr 1979 Präsident des Verwaltungsgerichtshof (VwGH). Er wurde am Hietzinger Friedhof bestattet.
Er war Honorarprofessor an der Universität Wien. Er lehrte Verfassungsrecht, Verwaltungslehre und Verwaltungsrecht.

## Auszeichnungen
- 1956: Großes Bundesverdienstkreuz mit Stern
- 1972: Goldenes Ehrenzeichen des Landes Vorarlberg[2]
- Großes Goldenes Ehrenzeichen für Verdienste um die Republik Österreich am Bande
- Österreichisches Ehrenkreuz für Wissenschaft und Kunst I. Klasse